# OutroEu
OUTROEU é um duo musical brasileiro composto pelos músicos Mike Tulio (Maicon Dantas Tulio Da Silva) e Guto Oliveira (Augusto Thiago Da Silva Pavão Oliveira). Originalmente uma banda, OUTROEU também teve como integrantes Rennan Azevedo e Felipe Lopes. A banda foi formada com o intuito de participar do reality show musical Superstar, da Rede Globo. Eles participaram da terceira temporada do programa, em 2016, e terminaram a competição no terceiro lugar. No mesmo ano, assinaram com o selo SLAP e lançaram, em 2017, seu álbum de estreia autointitulado OutroEu. No videoclipe do segundo single do álbum, "Ai de Mim", OUTROEU passou a se apresentar como uma dupla, formada por Mike e Guto. Em 2019, o duo lançou seu primeiro extended play (EP), Encaixe.

## Carreira

### Início
Mike, Guto, Rennan e Felipe começaram a tocar juntos na adolescência, quando ainda não eram uma banda. Em novembro de 2013, o compositor e guitarrista Mike Tulio começou a postar vídeos caseiros em seu canal no YouTube, apresentando covers de canções de artistas como John Mayer, Colbie Caillat e Beirut. Na época, ele se apresentava apenas como Mike. Em alguns vídeos, houve a parceria de músicos do então trio An Passant, incluindo Guto Oliveira. No início de 2015, Tulio estreou outro canal no YouTube, interpretando covers e também canções autorais. Uma das canções autorais postadas no canal de Mike, "Coisa de Casa" foi composta por ele e Guto Oliveira e posteriormente se tornou o primeiro single da banda.

### 2016–17:SuperstareOUTROEU
Na cidade de Nova Iguaçu, Mike Tulio, Guto Oliveira, Rennan Azevedo e Felipe Lopes se juntaram para formar a banda OUTROEU. Eles viram no reality show musical de bandas Superstar uma oportunidade de mostrar canções autorais e se inscreveram para a terceira temporada do programa, que ocorreu entre abril e junho de 2016. A ideia de formarem a banda já existia há algum tempo, mas só foi oficializada após o convite para uma audição no palco do Superstar. Quando se apresentaram com a canção autoral "Coisa de Casa", bateram o recorde de votos da temporada com 93% de aprovação do público. A banda  foi finalista e terminou a competição na terceira colocação. Ainda em 2016, assinaram um contrato com o selo SLAP, da gravadora Som Livre.
Em abril de 2017, foi lançado o álbum de estreia da banda, OutroEu. Todas as canções do disco foram disponibilizadas no canal da banda no YouTube. "Coisa de Casa" foi lançada como o primeiro single do álbum e ganhou um videoclipe. O álbum também conta com a participação da cantora e então jurada do Superstar Sandy na faixa "Ai de Mim", incluída na trilha sonora da telenovela da Rede Globo O Outro Lado do Paraíso e lançada como segundo single do álbum em novembro de 2017. Outra canção do álbum, "O Que Dizer de Você" entrou na trilha sonora de Tempo de Amar, novela da mesma emissora.

### 2017–presente

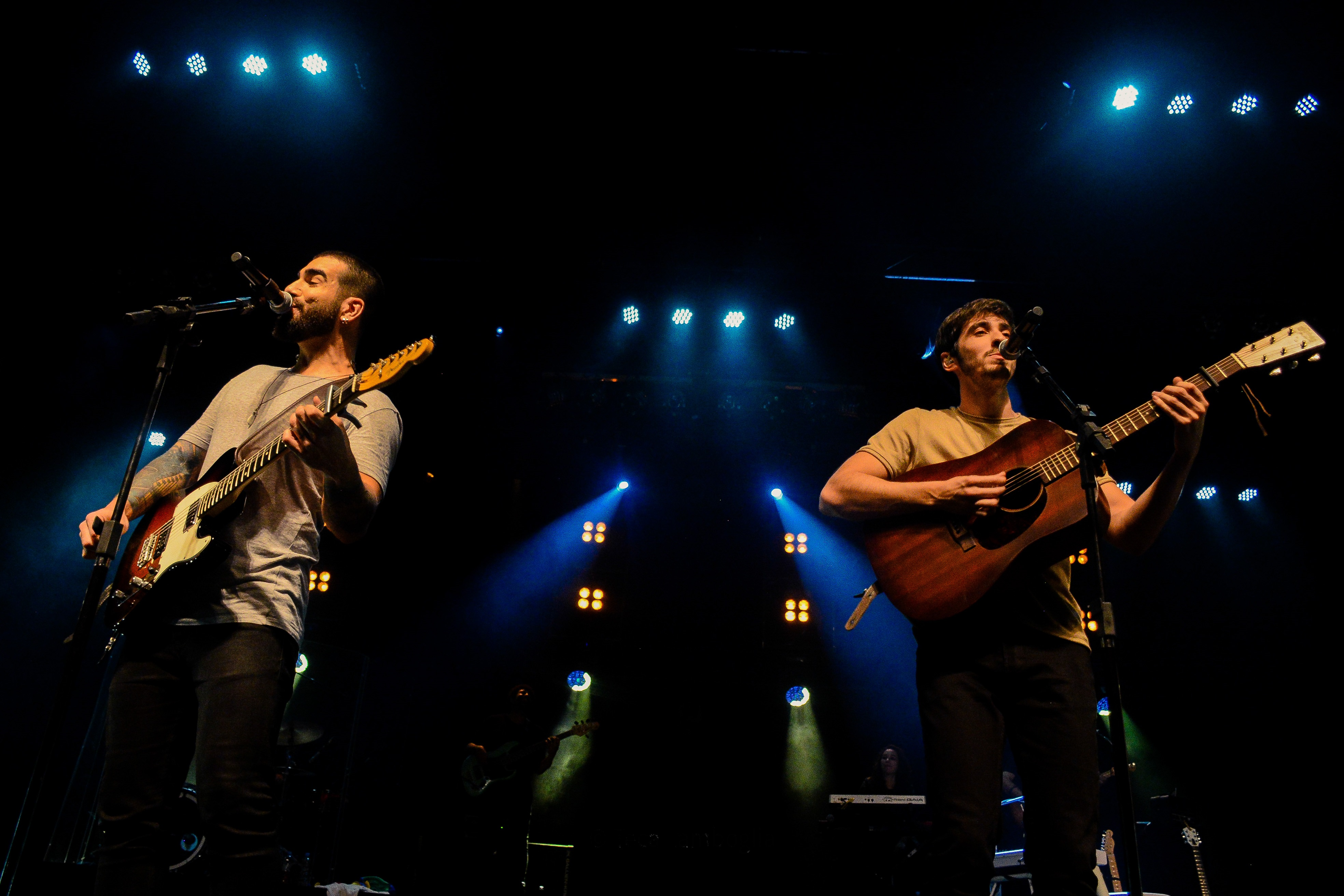
Tulio e Oliveira se apresentando em setembro de 2018

Embora tenham lançado seu álbum de estreia como uma banda, no videoclipe da canção "Ai de Mim", segundo single do álbum, lançado em novembro de 2017, OUTROEU passou a se apresentar como um duo, composto por Mike e Guto, que já haviam trabalhado juntos antes mesmo de formarem a OUTROEU e participarem do Superstar. Em 2018, Mike e Guto seguiram em turnê por diversas cidades brasileiras. Em agosto, o duo apareceu na canção "Outrória", do álbum O Tempo é Agora, de Anavitória.
Em março de 2019, eles assinaram um contrato com a gravadora Universal Music Brasil e, em junho, lançaram o extended play (EP) Encaixe, o primeiro registro deles como um duo. "Não Olha Assim Pra Mim" foi lançada como primeiro single no dia 28 de junho de 2019 e incluída na trilha sonora da telenovela Amor sem Igual, da RecordTV.
Em dezembro de 2019, eles lançam o EP Ensaio Acústico, composto pelas cinco faixas do EP Encaixe e uma versão de "Velha Infância", dos Tribalistas.
Em maio de 2020, eles lançam o single "Pra Vida Inteira", composição de Mike Tulio e Ana Caetano do duo Anavitória.

## Características musicais
Tulio explicou que o nome artístico do duo foi escolhido porque "as [nossas] músicas falam muito de se conhecer, se transcender, e tem o fato de que nós dois temos muito em comum e era um nome que explicitava isso, de um se enxergar no outro." A música do duo é geralmente folk e folk rock e incorpora elementos de outros estilos, como o pop e a MPB. Eles citam como referências musicais Maria Gadú, Ed Sheeran, John Mayer, James Bay, Los Hermanos, Coldplay e Marcelo Jeneci.

## Discografia

### Álbuns de estúdio
| Álbum          | Detalhes                                                                                    |
| -------------- | ------------------------------------------------------------------------------------------- |
| OutroEu        | - Lançamento: 28 de abril de 2017 - Formatos: CD, download digital - Gravadora: SLAP        |
| O Outro É Você | - Lançamento: 4 de dezembro de 2020 - Formatos: CD, download digital - Gravadora: Universal |

### Extended plays(EPs)
| Álbum           | Detalhes                                                                                 |
| --------------- | ---------------------------------------------------------------------------------------- |
| Encaixe         | - Lançamento: 28 de junho de 2019 - Formatos: Download digital - Gravadora: Universal    |
| Ensaio Acústico | - Lançamento: 13 de dezembro de 2019 - Formatos: Download digital - Gravadora: Universal |

### Singles
| Ano  | Canção                           | Certificações  | Álbum                         |
| ---- | -------------------------------- | -------------- | ----------------------------- |
| 2017 | "Coisa de Casa"                  |                | OutroEu                       |
| 2017 | "Ai de Mim" (part. Sandy)        |                | OutroEu                       |
| 2019 | "Não Olha Assim pra Mim"         | - PMB: Platina | Encaixe                       |
| 2019 | "Me Beija"                       |                | Encaixe                       |
| 2019 | "Melodia de Arpoador"            |                | Encaixe                       |
| 2020 | "Pra Vida Inteira"               |                | O Outro É Você                |
| 2020 | "Se Perder" (part. Ana Gabriela) |                | O Outro É Você                |
| 2020 | "Oceana" (part. Melim)           |                | O Outro É Você                |
| 2020 | "Dança"                          |                | O Outro É Você                |
| 2021 | "Preciso Dizer"                  |                | Não adicionado à nenhum álbum |
| 2021 | "Nós Dois"                       |                | Não adicionado à nenhum álbum |
| 2022 | "Delírio" (part. Clarissa)       |                | Não adicionado à nenhum álbum |
| 2022 | "Praia" (part. Lulu Santos)      |                | Não adicionado à nenhum álbum |
| 2022 | "Ninguém Precisa Saber"          |                | Não adicionado à nenhum álbum |

## Turnês
- Turnê Encaixe (2019)

## Integrantes
- Mike Tulio (vocal principal, violão)[15][12]
- Guto Oliveira (vocal, guitarra)[12][15]

### Ex-integrantes
- Rennan Azevedo (bateria)[15]
- Felipe Lopes (baixo)[15]